# Les Fleurs sauvages (série télévisée)
Pour l’article homonyme, voir Les Fleurs sauvages.
Les Fleurs sauvages (The Lost Flowers of Alice Hart) est une mini-série télévisée australienne en sept épisodes créée par Sarah Lambert (en), diffusée le 4 août 2023 sur Prime Video.
Il s'agit de l'adaptation du roman The Lost Flowers of Alice Hart de l'autrice australienne Holly Ringland, publié en 2018. 

## Synopsis
Une jeune fille orpheline issue d'une éducation violente emménage avec sa grand-mère dans une ferme florale.

## Distribution
- Sigourney Weaver (VF : Annie Sinigalia) : June Hart
- Alycia Debnam-Carey (VF : Chloé Berthier) : Alice Hart
  - Alyla Browne : Alice Hart, jeune
- Asher Keddie (VF : Stéphanie Lafforgue) : Sally
- Leah Purcell (en) (VF : Catherine Davenier) : Twig
- Frankie Adams (VF : Dorothée Pousséo) : Candy
- Alexander England (en) (VF : Damien Ferrette) : John
- Charlie Vickers (VF : Marc Arnaud) : Clem Hart
  - Jack Latorre : Clem Hart, jeune
- Tilda Cobham-Hervey (VF : Laëtitia Coryn) : Agnes Hart
- Sebastián Zurita (en) (VF : Alexis Victor) : Dylan
- Shareena Clanton (en) : Ruby

- Version française
  - Société de doublage : Deluxe Media Paris[3]
  - Direction artistique : Déborah Perret
  - Adaptation des dialogues : Héloïse Chouraki et Maï Boiron

 Source et légende : version française (VF) sur RS Doublage

## Épisodes
La série est diffusée sur Prime Video le 4 août 2023 (dans un premier temps avec trois épisodes, puis un par semaine).
1. Partie 1 : Orchidée de feu noire (Désir de possession)
2. Partie 2 : Mimosa (Toujours avec toi)
3. Partie 3 : Lanterne du bush (L'espoir peut aveugler)
4. Partie 4 : Lys de marais (Amour caché)
5. Partie 5 : Chêne du désert (Résurrection)
6. Partie 6 : Roue de feu (la couleur de mon destin)
7. Partie 7 : Pois du désert (TBA)